# Kristoffer Velde
Kristoffer Velde (Haugesund, 9 de septiembre de 1999) es un futbolista noruego que juega en la demarcación de extremo para el Portland Timbers de la Major League Soccer.

## Selección nacional
Tras jugar en la selección de fútbol sub-19 de Noruega, finalmente hizo su debut con la selección de fútbol de Noruega el 20 de junio de 2023 en un partido de clasificación para la Eurocopa 2024 contra Chipre que finalizó con un resultado de 3-1 a favor del combinado noruego tras el gol de Grigoris Kastanos para el combinado chipriota, y de Ola Solbakken y un doblete de Erling Braut Haaland para Noruega.

## Clubes
| Club               | País           | Año       | Partidos | Goles |
| ------------------ | -------------- | --------- | -------- | ----- |
| FK Haugesund       | Noruega        | 2017-2019 | 21       | 2     |
| Nest-Sotra Fotball | Noruega        | 2019      | 0        | 0     |
| FK Haugesund       | Noruega        | 2019-2021 | 93       | 23    |
| Lech Poznań        | Polonia        | 2021-2024 | 98       | 29    |
| Olympiacos F. C.   | Grecia         | 2024-2025 | 33       | 6     |
| Portland Timbers   | Estados Unidos | 2025-     |          |       |

## Palmarés

### Títulos nacionales
| Título              | Club             | País    | Año  |
| ------------------- | ---------------- | ------- | ---- |
| Ekstraklasa         | Lech Poznań      | Polonia | 2022 |
| Superliga de Grecia | Olympiacos F. C. | Grecia  | 2025 |
| Copa de Grecia      | Olympiacos F. C. | Grecia  | 2025 |